# Lista de símbolos designados pela Liga Antidifamação como símbolos de ódio
Esta é uma lista de símbolos de ódio, incluindo siglas, números, frases, logotipos, bandeiras, gestos e outros símbolos diversos usados para fins de ódio, de acordo com a Liga Antidifamação. Alguns desses itens foram apropriados por grupos de ódio e podem ter outros significados não relacionados a grupos de ódio, incluindo significados antirracistas.

## Acrônimos
| Acrônimo | Origens                        | Significado                                                               |
| -------- | ------------------------------ | ------------------------------------------------------------------------- |
| ACAB     | Skinheads                      | "Todos os policiais são bastardos"                                        |
| AKIA     | Ku Klux Klan                   | "Um Klansman Eu Sou"                                                      |
| AYAK     | Ku Klux Klan                   | "Você é um Klansman?"                                                     |
| FGRN     | Ku Klux Klan                   | "Para Deus, Raça e Nação"                                                 |
| GTKRWN   | Supremacia branca              | "Envenene os Kikes; Guerra Racial Agora"                                  |
| HFFH     | Hammerskins                    | "Hammerskins para sempre, para sempre Hammerskins"                        |
| HSN      | Hammerskins                    | "Nação Hammerskins"                                                       |
| ITSUB    | Ku Klux Klan                   | "No Sagrado Ser Infalível", uma referência a Deus                         |
| CABARK   | Ku Klux Klan                   | "Constantemente aplicado por todos os Klansmen regulares"                 |
| KIGY     | Ku Klux Klan                   | "Klansman, eu te saúdo"                                                   |
| KLASP    | Ku Klux Klan                   | "Lealdade a Klan, um princípio sagrado"                                   |
| LOTIE    | Ku Klux Klan                   | "Senhora do Império Invisível", em referência a uma mulher membro da Klan |
| FOF      | Volksfront                     | "Uma Frente, Uma Família"                                                 |
| ÓRION    | Supremacia branca              | "Nossa raça é nossa nação"                                                |
| RAHOWA   | Criatividade                   | "Guerra Santa Racial"                                                     |
| ROA      | Volksfront                     | "Corrida Sobre Todos"                                                     |
| SS       | Alemanha Nazista               | "Schutzstaffel"                                                           |
| SWP      | Sistema prisional californiano | "Poder Branco Supremo"                                                    |
| WP       | Supremacia branca              | "Poder Branco" ou "Orgulho Branco"                                        |
| WPWW     | Stormfront                     | "Orgulho Branco em todo o mundo"                                          |
| ZOG      | Antissemitismo                 | "Sionista - Governo de Ocupação Sionista"                                 |

## Numérico
| Número          | Origens                           | Significado |
| --------------- | --------------------------------- | --- |
| 1–11            | Aryan Knights                     | Representando a primeira e décima primeira letras do alfabeto, A e K, significando "Aryan Knights" ("Cavaleiros Arianos") |
| 100%            | Supremacia branca                 | "100% branco" |
| 109/110         | Antissemitismo                    | Os supremacistas brancos afirmam que os judeus foram expulsos de 109 nações ao longo da história; ao pedir que a América também expulse os judeus, eles pretendem fazer dos EUA o "110º". Às vezes, esse número é combinado com o código numérico 1488, criando 1488–110. |
| 12              | Irmandade Ariana                  | Representando a primeira e a segunda letras do alfabeto, A e B, significando "Aryan Brotherhood" ("Irmandade Ariana") |
| 13              | Aryan Circle                      | Representando a primeira e a terceira letras do alfabeto, A e C, significando "Aryan Circle" ("Círculo Ariano") |
| 13/52 and 13/90 | Supremacia branca                 | O número 13 refere-se à suposta porcentagem da população dos EUA que é afro-americana. O número 52 refere-se à suposta porcentagem de todos os assassinatos cometidos nos Estados Unidos por afro-americanos. Alguns supremacistas brancos usam o número 50 em vez de 52. O número 90 refere-se à porcentagem de crimes inter-raciais violentos supostamente cometidos por afro-americanos. |
| 14              | David Lane                        | Abreviação de quatorze palavras, "Devemos garantir a existência de nosso povo e um futuro para crianças brancas" |
| 14/23           | Supremacia branca                 | As Quatorze Palavras e os 23 Preceitos - regras para a gangue da prisão da Irmandade do Sul |
| 14/88           | Supremacia branca                 | As Quatorze Palavras e a oitava letra do alfabeto, H, repetidas duas vezes, representando "Heil Hitler" |
| 18              | Combat 18                         | Representando a primeira e a oitava letras do alfabeto, A e H, significando "Adolf Hitler" |
| 21–2–12         | The Unforgiven (gangue prisional) | Representando a vigésima primeira, segunda e décima segunda letras do alfabeto, U, B e L, significando "Unity, Brotherhood, Loyalty" ("Unidade, Fraternidade, Lealdade") |
| 23/16           | Supremacia branca                 | Representando a vigésima terceira e a décima sexta letras do alfabeto, W e P, significando "White Power" ou "White Pride" |
| 28              | Blood & Honour                    | Representando a segunda e a oitava letras do alfabeto, B e H, significando "Blood & Honour" ("Sangue & Honra") |
| 311             | Ku Klux Klan                      | Representando a décima primeira letra do alfabeto, K, repetida três vezes, significando "Ku Klux Klan" |
| 318             | Combat 18                         | Representando a terceira letra do alfabeto, C, e 18, significando "Combat 18" |
| 33/6            | Ku Klux Klan                      | O trinta e três representa três onze, já que K é a décima primeira letra do alfabeto, e três deles formam "KKK" - o seis representa a sexta "era" da Ku Klux Klan |
| 38              | Hammerskins                       | Representando a terceira e a oitava letras do alfabeto, C e H, significando "Crossed Hammers" uma referência ao logotipo dos Hammerskins |
| 43              | Supreme White Alliance            | Se alguém substituir números pelas letras nas iniciais da Supreme White Alliance (19, 23, 1), e depois somar esses números, o total é 43. |
| 511             | European Kindred                  | Representando a quinta e a décima primeira letras do alfabeto, E e K, significando "European Kindred" ("Membros Europeus") |
| 737             | Public Enemy No. 1 (gangue)       | Os números 737 correspondem às letras P, D e S no teclado de um telefone; as iniciais PDS significam Peni Death Squad, outro nome para o grupo |
| 83              | Identidade Cristã                 | Representando a oitava e a terceira letras do alfabeto, H e C, significando "Heil Christ" ou "Hail Christ" |
| 88              | Supremacia branca                 | Representando a oitava letra do alfabeto, H, repetida duas vezes, significando "Heil Hitler" |
| 9%              | Supremacia branca                 | A porcentagem da população mundial supostamente branca |

## Frases
| Frase                                  | Frase(s) ou exemplos alternativos   | Significado |
| -------------------------------------- | ----------------------------------- | --- |
| "Anudda Shoah"                         | "Anuddah Shoah"                     | Uma frase usada para zombar do conceito de que os judeus falam regularmente sobre o Holocausto; "Annuda" é uma grafia de "Outro" como se falada com um forte sotaque iídiche, e "Shoah" é uma palavra hebraica que significa "Catástrofe", e é regularmente usada em referência ao Holocausto. Como tal, a frase pode ser lida como: "É como outro Holocausto!" |
| "Anti-Racist Is a Code for Anti-White" |                                     | Uma frase que sugere que os oponentes do racismo estão secretamente tentando eliminar os brancos e que ser antirracista não é diferente de odiar os brancos. |
| "Blue-Eyed Devils"                     |                                     | Uma calúnia racial originária da Ásia para se referir a pessoas de ascendência européia, foi adotada por alguns supremacistas brancos que começaram a se referir a si mesmos como "Demônios de Olhos Azuis". |
| "Blut und Ehre"                        |                                     | Uma frase alemã traduzida como "Sangue e Honra", foi usada como slogan político pela Juventude Hitlerista. |
| "Crazy White Boy"                      |                                     | Uma frase genérica usada por supremacistas brancos para se identificarem com outros supremacistas brancos. |
| "Day of the Rope"                      |                                     | Uma frase referente a um evento fictício no livro neonazista The Turner Diaries. No romance, o "Dia da Corda" é um evento em que ocorreram linchamentos em massa contra minorias, jornalistas, miscigenação e políticos, tudo no espaço de um dia. |
| "Diversity = White Genocide"           |                                     | Um slogan que implica que a crescente diversidade cultural trará o "genocídio branco". |
| "Featherwood"                          |                                     | O equivalente feminino a um "Peckerwood", ou membro de uma rua supremacista branca ou gangue de prisão. |
| "Hate"                                 | "H8"                                | Os supremacistas brancos usaram a palavra para proclamar abertamente seu ódio a pessoas diferentes deles. |
| "Hate Edge"                            | "NS Straight Edge", "sXe", "XXX"    | Uma ramificação da supremacia branca do movimento Straight Edge. |
| "I have nothing to say"                | "5 Words", "Five Words"             | Os supremacistas brancos afirmam que essas cinco palavras devem ser as únicas faladas aos policiais. |
| "It's Okay to Be White"                |                                     | Frase originada no 4chan em 2017, foi criada com o objetivo de ser colocada em panfletos para serem colocados em locais públicos. Os originadores presumiram que os "liberais" reagiriam negativamente a tais panfletos e os condenariam ou derrubariam, "provando" assim que os liberais nem mesmo achavam "ok" ser branco. |
| "Love Your Race"                       |                                     | Uma frase usada por supremacistas brancos para encorajar o racismo. |
| "Meine Ehre Heißt Treue"               | "Unser Ehre Heißt Treue"            | Uma frase alemã que se traduz como "Minha Honra é Lealdade". Era originalmente um lema usado pela Waffen SS. |
| "Muh Holocaust"                        |                                     | Um meme antissemita que costuma sugerir que o povo judeu "reclama" do Holocausto. A palavra "Muh" significa "meu". |
| "Non Silba Sed Anthar"                 | "NSSA"                              | Uma frase em Latim macarrónico que se traduz como "Não eu, mas outros", uma frase usada pela Ku Klux Klan. |
| "Peckerwood"                           |                                     | Originalmente um epíteto racial destinado a pessoas brancas, foi adotado por supremacistas brancos. Sentido: Um "Peckerwood" é membro de uma gangue de rua ou prisão supremacista branca. |
| "Sieg Heil"                            | "Hail Victory"                      | Uma frase alemã que se traduz como "Salve Vitória". Foi um dos slogans mais usados pelo Partido Nazista. |
| "Six Gorillion"                        | "Muh Six Gorillion"                 | Uma frase que faz referência aos seis milhões de judeus mortos no Holocausto. O "milhão" é substituído pelo absurdo "Gorillion", o que implica que o número de mortes de judeus causadas pelo Holocausto é muito exagerado. |
| "The Goyim Know, Shut It Down!"        | "Da Goyim Know"                     | Uma frase antissemita zombeteira destinada a ser entendida como falada por um judeu em pânico respondendo a uma ocorrência que revelaria ostensivamente a "conspiração judaica" para manipular pessoas não-judias (também conhecido como "Goyim"). |
| "We Wuz Kangs"                         | "We Wuz Kings", "Kings N Shiet"     | Uma frase, escrita como se falada em inglês vernacular afro-americano exagerado, dizendo "Nós éramos reis". Esta frase zomba da hipótese do Egito Negro. Mais especificamente, ele zomba da ideia sustentada por algumas pessoas de ascendência africana subsaariana de que seus ancestrais eram faraós da civilização egípcia. O uso do falso vernáculo destina-se a contrastar os afro-americanos supostamente "sem instrução" com os antigos egípcios supostamente "civilizados". |
| "White Lives Matter"                   | "WLM"                               | Uma frase destinada a combater e se opor ao movimento Black Lives Matter. |
| "You Will Not Replace Us"              | "Jews Will Not Replace Us", "YWNRU" | Uma referência à crença popular da supremacia branca de que os brancos estão em perigo de extinção devido ao aumento das taxas de natalidade entre os não-brancos e à diminuição das taxas de natalidade entre os brancos. |

## Logotipos de grupos de ódio
| Grupo                                          | Imagem | Status                                                       | Notas |
| ---------------------------------------------- | ------ | ------------------------------------------------------------ | --- |
| Advanced White Society                         |        | Inativo                                                      | |
| American Front                                 |        | Ativo                                                        | |
| Identity Evropa                                |        | Inativo; Rebatizado como o Movimento de Identidade Americana | |
| Irmandade Ariana                               |        | Ativo                                                        | |
| Divisão Atomwaffen                             |        | Ativo                                                        | |
| Bound for Glory                                |        | Ativo                                                        | |
| The Daily Stormer                              |        | Ativo                                                        | |
| European Kindred                               |        | Ativo                                                        | |
| Ku Klux Klan                                   |        | Ativo                                                        | |
| Irmandade Ariana do Mississippi                |        | Ativo                                                        | |
| Movimento Nacional Socialista (Estados Unidos) |        | Ativo                                                        | |
| Novo Partido dos Panteras Negras               |        |                                                              | |
| Frente Patriota                                |        | Ativo                                                        | Patriot Front é um grupo americano de ódio supremacista branco, neofascista e nacionalista americano. Parte do movimento alt-right mais amplo, o grupo se separou da organização neonazista Vanguard America durante o rescaldo da Manifestação Unite the Right em 2017. |
| Skrewdriver                                    |        | Inativo                                                      | Banda supremacista branca britânica se separou em 1993, mas posteriormente ainda popular o suficiente para ter sido tema de pelo menos um grupo de paródia, "Jewdriver".                                                                                                 |
| Stormfront                                     |        | Ativo                                                        | Stormfront é um fórum neonazista da Internet e o primeiro grande site de ódio racial da Web. O site é focado principalmente na propagação do nacionalismo branco, Antissemitismo, Negacionismo do Holocausto e supremacia branca.                                        |
| Brothers of White Warriors                     |        |                                                              | Gangue prisional cujo símbolo mais comum é uma Cruz de Ferro contendo as iniciais do grupo, barras de prisão e uma suástica |
| Aryan Cowboy Brotherhood                       |        | Ativo                                                        | |

## Bandeiras
| Bandeira                              | Imagem | Notas |
| ------------------------------------- | ------ | --- |
| Bandeira dos Confederados             |        | Embora esta não fosse a bandeira nacional dos Estados Confederados da América, mais tarde foi usada por grupos racistas para atacar os negros no sul dos Estados Unidos. Esta bandeira também é comumente conhecida como a "bandeira rebelde". |
| Bandeira da África do Sul (1928–1994) |        | Durante o tempo em que a bandeira foi usada, a África do Sul implementou o sistema de apartheid, que obrigava todos os cidadãos negros a usar instalações de má qualidade, tornando a vida mais difícil e perigosa para os sul-africanos negros e de cor. Posteriormente, foi usado por grupos racistas para mostrar sua oposição ao multiculturalismo e ódio aos não-brancos. |
| Bandeira da Vinlândia a               |        | A bandeira da Vinlândia foi apropriada por grupos racistas de partes de língua inglesa do Canadá e da América para representar suas origens nórdicas. Também é usado por neopagãos nórdicos não racistas. |
| Bandeira do Volksfront                |        | |
| Reichskriegsflagge                    |        | Esta bandeira é usada pelos neonazistas modernos, especialmente na Alemanha e nos Estados Unidos, para contornar a proibição legal da bandeira nazista. Por causa desse uso, seu uso é considerado crime em sete estados da Alemanha. Nos outros nove estados alemães, o uso indevido da bandeira para fins fascistas é punível com multa.                                     |
| Bandeira da Alemanha Nazista          |        | Como bandeira da Alemanha nazista, tornou-se notória no mundo ocidental como representante dos extermínios sob o holocausto e do ódio nazista a outras raças e pessoas consideradas "fracas" ou "inferiores". |
| República do Noroeste Americano       |        | |

## Gestos
| Gesto                        | Imagem |
| ---------------------------- | ------ |
| Saudação nazista             |        |
| Sinal White Power (gesto OK) |        |

## Símbolos diversos
| Symbol                             | Image | Explanation |
| ---------------------------------- | ----- | --- |
| Anti-antifa                        |       | Comumente usado como memes ou símbolos por supremacistas brancos para zombar de ativistas Antifa. |
| Anti-SHARP                         |       | Usado por skinheads racistas para atingir e rebaixar skinheads anti-racistas (SHARPs) |
| Cruz Flechada                      |       | Baseado no símbolo do Partido da Cruz Flechada, um partido político fascista húngaro. |
| Cruz Celtaa                        |       | |
| 36ª Divisão Waffen Grenadier da SS |       | Baseado no símbolo da SS-Sturmbrigade Dirlewanger, chefiada por Oskar Dirlewanger, o homônimo da brigada. |
| Cruz de Ferro                      |       | Prêmio militar alemão da era do Terceiro Reich |
| Guarda de Ferro                    |       | |
| Runa Odal                          |       | A runa Odal foi usada durante a Alemanha nazista para duas divisões da Waffen SS. Da mesma forma, grupos neopagãos racistas também usaram a runa odal para representar um passado mítico "ariano". Também é usado por grupos neopagãos nórdicos não racistas em cerimônias religiosas. |
| Siegrunes                          |       | |
| Runa Tiwaz                         |       | |
| Runa Jēran                         |       | |
| Suástica                           |       | |
| Triskelion Triplo                  |       | |
| Valknuta                           |       | |
| Wolfsangel                         |       | |
| Parênteses triplos                 |       | |
| Totenkopf                          |       | |
| Sol Negro                          |       | |
| Mjölnira                           |       | Grupos neopagãos racistas usam o Mjolnir para representar o misticismo "ariano". No entanto, o símbolo também é usado por grupos neopagãos nórdicos não racistas e antirracistas como símbolo de sua religião ou para adorar Thor. |
| Hoheitszeichen                     |       | |
| Fasces                             |       | Inicialmente usado como símbolo de autoridade entre os antigos romanos, o símbolo foi adotado como o símbolo fascista devido à sua aceitação pelo público em comparação com a suástica nazista. |
| Lambda identitário                 |       | |
| Símbolo triangular da Klan         |       | |
| Cruz em chamas                     |       | |
| Forca                              |       | Laços foram usados por grupos racistas nos Estados Unidos para ameaçar pessoas negras, representando linchamento. |
| Símbolo de skinhead crucificado    |       | |
| Pepe the Frog                      |       | Personagem de um sapo criado pela primeira vez em 2005, que mais tarde se tornou um meme racista desde o final dos anos 2010. |
| Moon Man                           |       | Paródia racista do mascote Mac Tonight do McDonald's. |
| Bowl cut / Dylann Roof             |       | O corte da tigela está associado a Dylann Roof, que lançou um ataque de assassinato em massa na Igreja Emanuel AME, Charleston, Carolina do Sul em 2015. |
| Mantos da KKK                      |       | |
| Pit bull                           |       | |
| Soldado alemão                     |       | Os supremacistas brancos costumam usar tatuagens com soldados alemães da era da Segunda Guerra Mundial. |
| Sinal de nenhuma mistura de raça   |       | Normalmente retratado como um casal multirracial com um círculo/barra vermelho sobreposto à representação. |
| Diferente/Desigual/Diferente de    |       | O sinal matemático "≠" foi adotado para indicar diferenças raciais, especialmente supremacistas brancos. |
| Comerciante Feliz                  |       | |
| Trollface (versões racistas)       |       | |
| Botas e cadarços                   |       | As botas de trabalho com biqueira de aço são um símbolo popular entre as subculturas relacionadas à música. Skinheads White Power, também chamados de Boneheads, podem usá-los especificamente com cadarços vermelhos ou brancos, geralmente “ladder laced” (sem cruz). É importante ter em mente que várias subculturas, como Punks e Metalheads, usam botas que podem ser amarradas de forma "ladder lacing", em várias cores. |

Notas
a.↑ ↑ ↑ ↑ Este símbolo, embora às vezes usado como símbolo de ódio, também é usado como símbolo religioso para muitos pagãos e não deve ser considerado um símbolo de ódio em todos os contextos.